# Ахом (письмо)
Письмо ахом — система написания ахомского языка, распространённого на территории современного индийского штата Ассам в бассейне реки Брахмапутра, является абугидой.

## История письменности
Письмо ахом, вероятно, происходит от старо-монского письма, которое в свою очередь произошло от брахми. Самые ранние надписи на каменной колонне, датируются XV веком. Алфавит также появляется на монетах, латунных пластинах и многочисленных рукописях на тканях или коре. Со временем письменность ахом было заменено бенгальским письмом.
Первый шрифт письма ахом был создан в 1920 году Чандрой Баруа для Ахом-ассамско-английского словаря.

## Характеристики письма
Письмо содержит 41 букву, в том числе 18 гласных и 23 согласных. Каждый согласный знак включает в себя долгое а.

## Юникод
Письмо было включено в Юникод с выходом версии 8.0 в июне 2015 года. Выделенный для ахом диапазон — U+11700—U+1173F:
| Ахом Официальная таблица символов Консорциума Юникода (PDF) |   |   |   |   |   |   |   |   |   |   |   |   |   |   |   |   |
|                                                             | 0 | 1 | 2 | 3 | 4 | 5 | 6 | 7 | 8 | 9 | A | B | C | D | E | F |
| U+1170x                                                     | 𑜀 | 𑜁 | 𑜂 | 𑜃 | 𑜄 | 𑜅 | 𑜆 | 𑜇 | 𑜈 | 𑜉 | 𑜊 | 𑜋 | 𑜌 | 𑜍 | 𑜎 | 𑜏 |
| U+1171x                                                     | 𑜐 | 𑜑 | 𑜒 | 𑜓 | 𑜔 | 𑜕 | 𑜖 | 𑜗 | 𑜘 | 𑜙 |   |   |   | 𑜝  | 𑜞  | 𑜟  |
| U+1172x                                                     | 𑜠  | 𑜡  | 𑜢  | 𑜣  | 𑜤  | 𑜥  | 𑜦  | 𑜧  | 𑜨  | 𑜩  | 𑜪  | 𑜫  |   |   |   |   |
| U+1173x                                                     | 𑜰 | 𑜱 | 𑜲 | 𑜳 | 𑜴 | 𑜵 | 𑜶 | 𑜷 | 𑜸 | 𑜹 | 𑜺 | 𑜻 | 𑜼 | 𑜽 | 𑜾 | 𑜿 |